# دیویشوو
دیویشوو (به چکی: Divišov) یک منطقهٔ مسکونی در جمهوری چک است که در ناحیه بنشوو واقع شده‌است. دیویشوو ۱٬۵۴۵ نفر جمعیت دارد.